# Joseph Banks Rhine
Joseph Banks Rhine (mais conhecido como J. B. Rhine; Waterloo, Pensilvânia, 29 de setembro de 1895 — 20 de fevereiro de 1980) foi um botânico estadunidense, fundador da investigação científica na parapsicologia como um ramo da psicologia, fundador do laboratório de parapsicologia na Universidade de Duke, do Journal of Parapsychology, da Foundation for Research on the Nature of Man (atualmente chamada de Rhine Research Center) e da Parapsychological Foundation. Rhine escreveu os livros Extra-sensory Perception e Parapsychogy: Frontier Science of the Mind.
Rhine era casado com Louisa Ella Rhine e os dois foram biólogos ligados ao Departamento de Psicologia da Universidade de Duke.
Após vários anos de cautelosa pesquisa científica e criteriosa avaliação estatística dos resultados, Rhine publicou, em 1934 a primeira edição da obra "Percepção Extra Sensorial", o qual teve várias edições e foi extensamente lido nas décadas seguintes.
No final da década de 1930, Rhine dedicou-se à investigação dos fenômenos de psicocinese, realizando uma série de experimentos em condições controladas de laboratório. Rhine procurou demonstrar que uma pessoa poderia influenciar o resultado de dados lançados utilizando-se de recursos psíquicos - inicialmente com a mão da própria pessoa, mais tarde com os dados jogados através de um copo, e finalmente com uma máquina de lançamento de dados sem interferência humana.
Na década de 1960,
a partir das experiências ligadas à percepção extra-sensorial, realizando os chamados testes de Rhine com as Cartas de Zener, formulou a hipótese de se um indivíduo seria capaz de adivinhar desenhos ocultos. No final da década, fundou a Foundation for Research on the Nature of Man, na Universidade de Duke. 
Rhine se referia a Parapsicologia como uma ciência da natureza não física, uma disciplina envolvida com fenômenos "que falhavam em mostrar relações regulares com o tempo, espaço, massa e outros critérios fisicalistas" e pesquisas que mostravam que a "mente pode escapar dos limites corporais sob certas condições....".

## Legado
Rhine, juntamente com o psicólogo William McDougall, cunhou o termo "parapsychology " (traduzindo a palavra de origem alemã criada pelo psicólogo Max Dessoir em 1889). E juntamente com McDougall desenvolveu a metodologia e os conceitos fundamentais da parapsicologia como forma de psicologia experimental. 
Os impressionantes resultados obtidos pelo Dr. Rhine fizeram com que fosse reconhecido por muitos pesquisadores como o fundador da parapsicologia.
Rhine fundou as instituições necessárias para profissionalização da parapsicologia nos Estados Unidos da América, incluindo o Journal of Parapsychology e a criação da associação de classe Parapsychological Association, além da Foundation for Research on the Nature of Man (FRNM), uma precursora do que hoje é conhecido como Rhine Research Center.
As pesquisas de Rhine influenciaram a formação do conceito de sincronicidade estabelecido por Jung.

## Críticas
Rhine foi criticado por não divulgar os nomes dos seus assistentes que manipularam resultados de alguns experimentos, contudo, esses resultados foram desconsiderados e retirados das publicações subsequentes.